# Erwina Ryś-Ferens
Erwina Lilia Ryś-Ferens, née le 19 janvier 1955 à Elbląg et morte le 20 avril 2022, est une patineuse de vitesse polonaise.

## Palmarès

### Jeux olympiques d'hiver
- 1988, à Calgary
  - 19e sur le 500 mètres
  - 10e sur le 1 000 mètres
  - 7e sur le 1 500 mètres
  - 5e sur le 3 000 mètres
  - 21e sur le 5 000 mètres (chute)
- 1984, à Sarajevo
  - 9e sur le 500 mètres
  - 7e sur le 1 000 mètres
  - 5e sur le 1 500 mètres
  - 14e sur le 3 000 mètres
- 1980, à Lake Placid
  - 11e sur le 500 mètres
  - 16e sur le 1 000 mètres
  - 17e sur le 1 500 mètres
  - 5e sur le 3 000 mètres
- 1976, à Innsbruck
  - 18e sur le 500 mètres
  - 10e sur le 1 000 mètres
  - 8e sur le 1 500 mètres
  - 10e sur le 3 000 mètres

### Championnats du monde toutes épreuves
- 1988, à Skien
  -  Médaille de bronze en individuel

### Championnats du monde de sprint
- 1985, à Heerenveen
  -  Médaille de bronze en individuel
- 1978, à Lake Placid
  -  Médaille de bronze en individuel